# Code Geass
Code Geass - Hangyaku no Lelouch  (コードギアス 反逆のルルーシュ Kōdo Giasu Hangyaku no Rurūshu?, lit. Lelouch de la Rebelión) es una serie anime realizada por los estudios Sunrise. Fue dirigida por Goro Taniguchi y escrita por Ichirō Ōkouchi (ambos trabajaron juntos en otra serie de Sunrise, la aclamada Planetes); el diseño de los personajes estuvo a cargo del grupo CLAMP.
La primera temporada de la serie fue estrenada el 5 de octubre de 2006 por la cadena televisiva MBS y, para televisión satelital, por Animax el 7 de noviembre de ese mismo año. Fue licenciada en Estados Unidos por Bandai Entertainment en 2007. La segunda temporada, titulada como Code Geass - Hangyaku no Lelouch R2  (コードギアス 反逆のルルーシュ R2 Kōdo Giasu Hangyaku no Rurūshu R2?, lit. Lelouch de la Rebelión R2) se estrenó el 6 de abril de 2008. El 27 de noviembre de 2016, durante la celebración del aniversario n.º 10 de la serie, se confirmó una secuela directa de la misma, llamada Code Geass: Fukkatsu no Lelouch, además del estreno de tres películas recopilatorias de las primeras dos temporadas.
En 2018 se confirmó que durante 10 años, habrán nuevos proyectos de Code Geass incluyendo una nueva serie anime que se anunció hace pocos años. Se llama Code Geass: Dakkan no Rozé. Disponible mundialmente a través de Disney+.

## Argumento

### Primera Temporada (R1)
10 de agosto de 2010 del calendario imperial, el Sacro Imperio de Britannia declaró la guerra a Japón. Sobrepasó a las fuerzas japonesas y conquistó el país en menos de un mes, haciendo uso de sus nuevas armas robóticas, los Knightmare Frames. Japón perdió su libertad y derechos, y la ahora colonia pasó a ser llamada "Área 11". Sus habitantes, ahora llamados "Elevens" (En español: Onces), fueron obligados a sobrevivir en guetos. Sin embargo aún persisten grupos que se resisten y luchan contra el Imperio por la independencia de Japón.
Después de que su padre, el Emperador de Britannia, Charles Di Britannia, no hiciese nada para atrapar a los terroristas que asesinaron a su madre y dejaron ciega y discapacitada a su hermana, Lelouch, el protagonista, juró destruir Britannia siendo un niño. Siete años más tarde, el Área 11 se vio sumergida en ataques terroristas. Lelouch, envuelto en uno de ellos, conoce a una misteriosa chica llamada C.C., con quien realiza un contrato a cambio de un poder llamado "Geass". Con él, Lelouch finalmente tiene el poder que necesita para derrotar a Britannia y realizar sus dos deseos: vengar a su madre y construir un mundo en el que su amada hermana pueda vivir feliz. Para eso Lelouch crea "La Orden de los Caballeros Negros" convirtiéndose en Zero, líder de las tropas rebeldes con su lema: "Nosotros protegeremos a los débiles de aquellos que se aprovechan" y enfatizando la justicia. Desde ese momento, se preocupa por liderar la rebelión contra el imperio de Britannia.

### Segunda Temporada (R2)
Ahora es 2018. Un año después del frustrado intento de la rebelión Eleven por hacerse con el poder en su patria, el paradero de Zero es desconocido, dado por muerto por el Imperio. Cientos de Elevens que aún persisten con el afán de levantarse en armas contra el Imperio. Los japoneses son ejecutados aleatoriamente por las tropas de Britannia comandadas por el ahora Gobernador General Carares y esclavizando a cualquiera que se oponga. La orden es clara y concisa: dar con el paradero del hombre que lideró la rebelión y mató al príncipe Clovis, a la princesa Euphemia y a miles de soldados. Kallen Kouzuki, ya identificada y reseñada como integrante de la resistencia, desapareció misteriosamente. Los antiguos camaradas de Zero ahora lo consideran un traidor, un cobarde a la causa. En medio de todo esto está un Lelouch Lamperouge tranquilo y llevando sus días en paz en compañía de sus viejos amigos del consejo estudiantil de la academia Ashford.
Nada parece haber cambiado en lo absoluto, hasta el día en que súbitamente el misterioso Zero reaparece de la nada y con un nuevo rostro tras la máscara. Una vez más, Zero ha regresado, Lelouch recuerda el pacto para despertar el poder que le dio y le quitó todo, el Geass.

## Términos
Code Geass se desarrolla en una realidad alternativa donde el Sacro Imperio de Britannia, una superpotencia internacional, ha conquistado más de un tercio del planeta. El mundo, principalmente, es dividido entre esta y otras dos superpotencias: la Federación China y la Unión Europea. Los tres poderes mantienen un equilibrio provisional en la primera parte de la serie, aunque la Unión Europea se encuentra al borde del colapso, debido a la larga guerra contra Britannia. El equilibrio cambia en la segunda temporada. La U.E. ha perdido la mayor parte de su territorio a manos de Britannia, mientras Lelouch trama una revolución en la Federación China y crea una nueva alianza de países, la Federación de Naciones Unidas, reduciendo el número de superpotencias a dos.

### Sacro Imperio de Britannia
El Sacro Imperio de Britannia (神聖ブリタニア帝国 Shinsei Buritania Teikoku)?) es una monarquía imperial y la más grande superpotencia en el mundo de Code Geass, controlando más de la tercera parte del mundo al inicio de la serie, que se expande con el avance de la misma. El nombre de "Britannia" procede de la denominación latina "Britannia" que designaba a la isla de Gran Bretaña por el Imperio romano. Curiosamente, Gran Bretaña no pertenece a Britannia, debido a que fue arrebatada al Imperio por Napoleón.
Su patria está basada en Norteamérica aunque sus costumbres y sociedad se asemejan a la de Gran Bretaña, su ciudad imperial es Pendragon, la cual está localizada cerca a la real ubicación de Phoenix, Arizona. La sociedad Britannian está basada en una versión del Darwinismo social, y se encuentra estamentada por títulos de nobleza.

### Japón
Japón, renombrado como el Área 11 conforme a la regla de Britannia, es la fuente de más del 70 % del suministro mundial de sakuradita, un mineral ficticio superconductor. Japón oprimió y dominó otros países por el control económico del mineral antes del principio de la serie, conduciendo a su invasión y la entrada en funciones eventuales por Britannia. Japón sirve como el principal lugar para el desarrollo de la mayor parte de la serie; la Academia Ashford, la escuela de Lelouch, está ubicada aquí. Bajo su alter ego de Zero, Lelouch intenta reformarla como una nación independiente, "Los Estados Unidos de Japón ", como parte de su búsqueda para derrocar a Britannia.

### Europa Unida
Es una nación que, antes de que fuera invadida por el Sacro Imperio de Britannia, ocupaba un tercio del mundo. Estaba conformado por toda Europa, Rusia, y parte de África.
Cuando la Federación China se convierte en la Federación de las Naciones Unidas (creada para detener el avance de Britannia) se le unen democráticamente Italia, Polonia, Bielorrusia, los países bálticos (Lituania, Estonia y Letonia), los balcanes (Serbia, Bosnia, Croacia, etc), Suiza, Rumania, Hungría, Austria, Chequia, Eslovenia, parte del Sur de África, y parte del Medio Oriente. Esto deja a la EU como un país inestable y reducido. Debido a esto, en 2018 el príncipe Schneizel ordenó que las tropas se retiraran, ya que consideraba que había dejado de ser una amenaza.
Al volverse Lelouch emperador, los miembros restantes de la EU son neutros o piden ser parte de la Federación de Naciones Unidas.

## Personajes
- Lelouch Lamperouge, cuyo verdadero nombre es Lelouch Vi Britannia, es un estudiante de diecisiete años que asiste a la Academia Ashford. Aparentemente ordinario, en realidad es hijo del emperador de Britannia y de la fallecida emperatriz Marianne. Es el decimoséptimo príncipe en la orden de sucesión de la corona del Imperio de Britannia antes del asesinato de su madre. Cuando se ve envuelto en una batalla entre los militares y los japoneses rebeldes, se le otorga el poder del Geass, con el cual fuerza a otros a obedecer sus órdenes sin oponer resistencia. Con este poder, empieza su búsqueda para destruir Britannia bajo el alias de «Zero», como líder de la Orden de los Caballeros Negros.

- C.C es una autodenominada bruja. Es quien le otorga el Geass a Lelouch, además de ser la más cercana a este y la colíder de la Orden de los Caballeros Negros. Se muestra fría y parece sentir cierta atracción por Lelouch, ya que es a él a quien le ha contado gran parte de su vida, incluyendo su verdadero nombre. C.C. cooperará con Lelouch para erradicar del mundo la tiranía y el odio provocados por Britannia, ya sea por su pasado o por apego emocional.

- Suzaku Kururugi es amigo de la niñez de Lelouch y el hijo del último primer ministro de Japón. Está al servicio del Ejército de Britannia como soldado y fue escogido para probar un nuevo modelo experimental de Knightmare Frame, el Lancelot. Suzaku declara que el alcanzar resultados por métodos incorrectos o ilegales no tiene significado, y no aprueba las acciones de Zero. Defiende que «el fin no justifica los medios».

- Kallen Stadtfeld es una chica mitad Eleven, mitad Britannian. Estudia en la academia Ashford, donde finge una actitud tranquila y poco habladora, la cual le sirve para cubrir sus actividades como miembro de un grupo terrorista menor en los primeros episodios y como miembro de los Caballeros Negros más adelante. Es una de los primeros miembros de la Orden de los Caballeros Negros, siendo la piloto principal de Knightmare Frames e incluso llega a liderar la Guardia personal de Zero.

- Shirley Fenette es una estudiante en la Academia Ashford. Es una chica simpática y generalmente alegre, que muestra durante todo el anime sentimientos hacia Lelouch.

## Knightmare Frames
Knightmare Frames ('Knightmare' es un juego de palabras entre "nightmare" y knight's Mare, refiriéndose al arma de sí mismos; "frame" es la palabra denominada para máquinas bípedas en general) son mechas hechas como reemplazo para tanques de batalla y otros vehículos de tierra convencionales. La mayor parte de modelos de Knightmare Frames son producidos por el Imperio de Britannia, quien promovió el diseño, siendo indispensables para su conquista mundial. Con el progreso de la serie, Japón, India, y otros países desarrollan sus propios Knightmare Frames para emparejar la ventaja de Britannia. De acuerdo a su nivel de desarrollo y capacidad ofensiva son catalogados por generaciones. Los principales modelos de Knightmare Frame poseen una gran carga narrativa, ya que sus características son similares a la manera de ser de sus pilotos habituales.
Algunos de los modelos de Knightmare Frame más relevantes son:
Lancelot
Un Knightmare Frame de séptima generación. Es de color blanco con detalles dorados. A pesar de ser un modelo experimental es utilizado a menudo por el Ejército de Britannia en su lucha contra la Orden de los Caballeros Negros. Está pilotado por Suzaku Kururugi, teniendo su primera aparición en el segundo episodio de la primera temporada "El Despertar del Caballero Blanco". Debido a su gran movilidad y gran capacidad ofensiva es una amenaza constante para los planes de Zero. Según se va quedando obsoleto recibe varias actualizaciones para seguir plantando cara a su contraparte directa, el Guren Mk. II y viceversa, siendo las principales actualizaciones el Lancelot Conquista, el cual le permite volar de manera rudimentaria, además de usar un potente cañón acoplado a la espalda del mismo o el Lancelot Albion, el cual le permite volar de manera más ágil y disparar pequeños proyectiles de las nuevas alas de plasma que recibe.
Guren Mk. II
Un Knightmare Frame de séptima generación. Es de color carmesí con detalles naranjas. Desarrollado por la científica Rakshata para la Orden de los Caballeros Negros, representa la contraparte del Lancelot. Está pilotado por Kallen Kōzuki, teniendo su primera aparición en el décimo episodio de la primera temporada "La danza del Guren". Su movilidad es al principio un poco inferior a la del Lancelot, sin embargo, cuenta con una garra en su "mano" derecha capaz de fundir los aparatos eléctricos de los Knightmare Frame que agarre, lo cual lo equipara en capacidad ofensiva al Lancelot. Para seguir enfrentando a dicho Knightmare recibe actualizaciones similares, como el "Guren Flight-Enabled Version" (Guren capaz de volar en español), lo que le permite volar durante un tiempo, o el Guren S.E.I.T.E.N Eight Elements (Guren Seiten Ocho Elementos en español), el cual es capaz de volar por más tiempo con alas de plasma, de manera similar al Lancelot Albion. Al final de la serie ambos modelos están tan equiparados que en una pelea con sus pilotos habituales es difícil que alguno de los dos salga victorioso.

## Geass

Símbolo del Geass

Una misteriosa habilidad llamada Poder del Rey (王の力 Ō no Chikara?), que fue dado por C.C. a Lelouch. A pesar de ser incapaz de usar el Geass, C.C. es inmune a él. El poder del Geass actúa de diferentes formas, dependiendo de la persona que lo posee. Puede caerse en la locura por tener el poder, como sucedió con Mao, o puede controlarse totalmente. Al principio se presenta en un ojo, sea el izquierdo o el derecho, pero al alcanzarse el máximo poder del Geass este se presenta en ambos ojos. Una vez alcanzado el máximo poder del Geass, se puede traspasar el Code a la persona que alcanzó esta etapa por la persona que le dio el Geass. Una vez hecho esto, la persona que recibe el Code, consigue la inmortalidad y la habilidad de matar a la persona que le dio el Code, pero pierde el Geass.

### ElGeassde Lelouch
El Geass de Lelouch le permite controlar las mentes de las personas, semejante a una hipnosis. Teniendo la víctima que obedecer en contra de su voluntad una orden que indique Lelouch. El Geass se situaría en su ojo izquierdo hasta el capítulo 21 de la segunda temporada (Code Geass: Lelouch of the Rebellion R2), donde consigue que su Geass se presente en sus dos ojos.
Lelouch realiza unos experimentos con su Geass, descubriendo lo siguiente:
- Solo se puede controlar a una persona una vez. Cualquier método que se trate para controlarla por una segunda vez, será inútil.
- La víctima está limitada por su o sus capacidades físicas y mentales. Pedirle a la víctima hacer algo que ella no sepa o no pueda hacer no producirá ningún efecto.
- El efecto del Geass no tiene límite de tiempo, este terminará cuando la orden que le haya sido encomendada termine.
- El Geass funciona dentro de un radio de 270 metros del usuario, en la R2, el alcance es ilimitado siempre y cuando haya contacto con los ojos.
- El usuario puede dar las órdenes cuando él desee mientras el contacto del ojo se mantiene.
- El usuario debe dar las órdenes verbalmente. Tras ello, el poder del Geass controlará a la víctima durante el tiempo que el usuario haya indicado, para que la víctima todavía pueda actuar incluso bajo la influencia del poder cuando el contacto del ojo directo está roto.
- El usuario puede controlar tantas personas simultáneamente como desee, con tal de que se encuentren dentro de las reglas anteriores.
- La víctima no retendrá algún recuerdo del tiempo que esté bajo la influencia del poder del Geass, pero tendrá una laguna notable en la memoria, debido al daño sobre el cerebro.

### ElGeassde Rolo
Le fue otorgado a la edad de siete años.
- Al activarse presenta el Geass en su ojo derecho y se proyecta una esfera roja que representa el área afectada.
- Mientras el Geass está activado paraliza a cualquiera dentro de su rango por lo que suspende la sensación subjetiva del paso del tiempo en aquellos afectados por su poder. Aunque esto causa el efecto de que el usuario se ha teletransportado o que ha detenido el tiempo en realidad es incapaz de hacerlo o de detener fenómenos físicos, por ejemplo, un misil en movimiento.
- No requiere ningún tipo de contacto físico o visual para ser utilizado o ser activado de manera verbal.
- Se puede utilizar más de una vez en una misma persona.
- Al utilizarlo el corazón del usuario se detiene, por lo que su uso se limita a cortos periodos de tiempo, de lo contrario puede ser letal.

### ElGeassde Mao
Le fue dado por C.C. cuando él tenía seis años.
- Presenta el Geass en los dos ojos.
- Puede leer la mente de la víctima.
- El radio de su poder es de 500 metros.
- No necesita mantener contacto directo con el ojo de la víctima.
- No lo controla completamente, por lo que debe de usar sus auriculares para distraer su mente, debido a que no tiene más remedio que escuchar los pensamientos de todas las personas a su alrededor, de lo contrario caería en la locura.
- Si se concentra lo suficiente en una persona, puede leer incluso los pensamientos que pasan por debajo de la conciencia.

### ElGeassde Lord Bismarck (Knight of one)
El geass de Bismarck le fue dado por V.V.
- Presenta el Geass en el ojo izquierdo, el cual se encuentra tapado.
- No necesita mantener contacto directo con el ojo de la víctima, ya que no influye en lo que otros hacen.
- Tiene la habilidad de ver el futuro cercano hasta un máximo de 2 segundos.
- Puede usar su Geass más de una vez en la misma persona.
- Su alcance es desconocido ya que solo se mostró una vez, en la batalla que tuvo con Suzaku.

### ElGeassde Charles
A diferencia del resto de Geass, el del emperador posee unas características especiales.
- Presenta el Geass en ambos ojos, al igual que Mao en la primera temporada, la diferencia es que él sí lo puede desactivar.
- Necesita ver directamente los ojos de su víctima.
- Puede "borrar" (ocultar en lo más profundo de la mente) los recuerdos de la víctima y reemplazarlos por otros o bloquear la capacidad de usar uno o varios sentidos o incluso paralizar ciertas partes del cuerpo, de manera similar a como lo haría el quedar paralítico.
- Puede utilizar su Geass en la misma persona las veces que desee.

### ElGeass-cancellerde Jeremiah Gottwald
- Presenta el Geass-canceller (cancelador de Geass) en el ojo izquierdo.
- Está destinado a neutralizar el Geass que se encuentre a su alrededor.
- No es necesario que tenga a la vista alguna persona, solo que entre en el radio de la potencia de su Geass-canceller.
- Puede usarlo más de una vez con cualquier persona.
- El ojo del usuario se vuelve azul (a diferencia del Geass normal que es rojo) y el símbolo del Geass está invertido.

### ElGeassde la Emperatriz Marianne
Aparece en el capítulo 20 de Code Geass R2.
- Presenta el Geass en el ojo izquierdo.
- Necesita ver directamente los ojos de su víctima.
- Transfiere el alma del usuario al cuerpo de otra persona.
- Se desconoce si se puede usar más de una vez en la misma persona.
- Necesita que su cuerpo original se conserve para tener la posibilidad de regresar a él, de lo contrario su efecto se cancela.
- Quien sea afectado por este Geass verá seriamente alterada su capacidad de memoria hasta que sea liberado de sus efectos.

### ElGeassde C.C.
Fue dado por una monja que se encontró mientras caminaba con heridas graves.
- Presentó el Geass en el ojo izquierdo; después, al alcanzar su máximo poder, lo tuvo en ambos ojos.
- Las personas que son afectadas por el Geass sienten "Amor" por ella sin importar el género.

## El Mundo de Code Geass

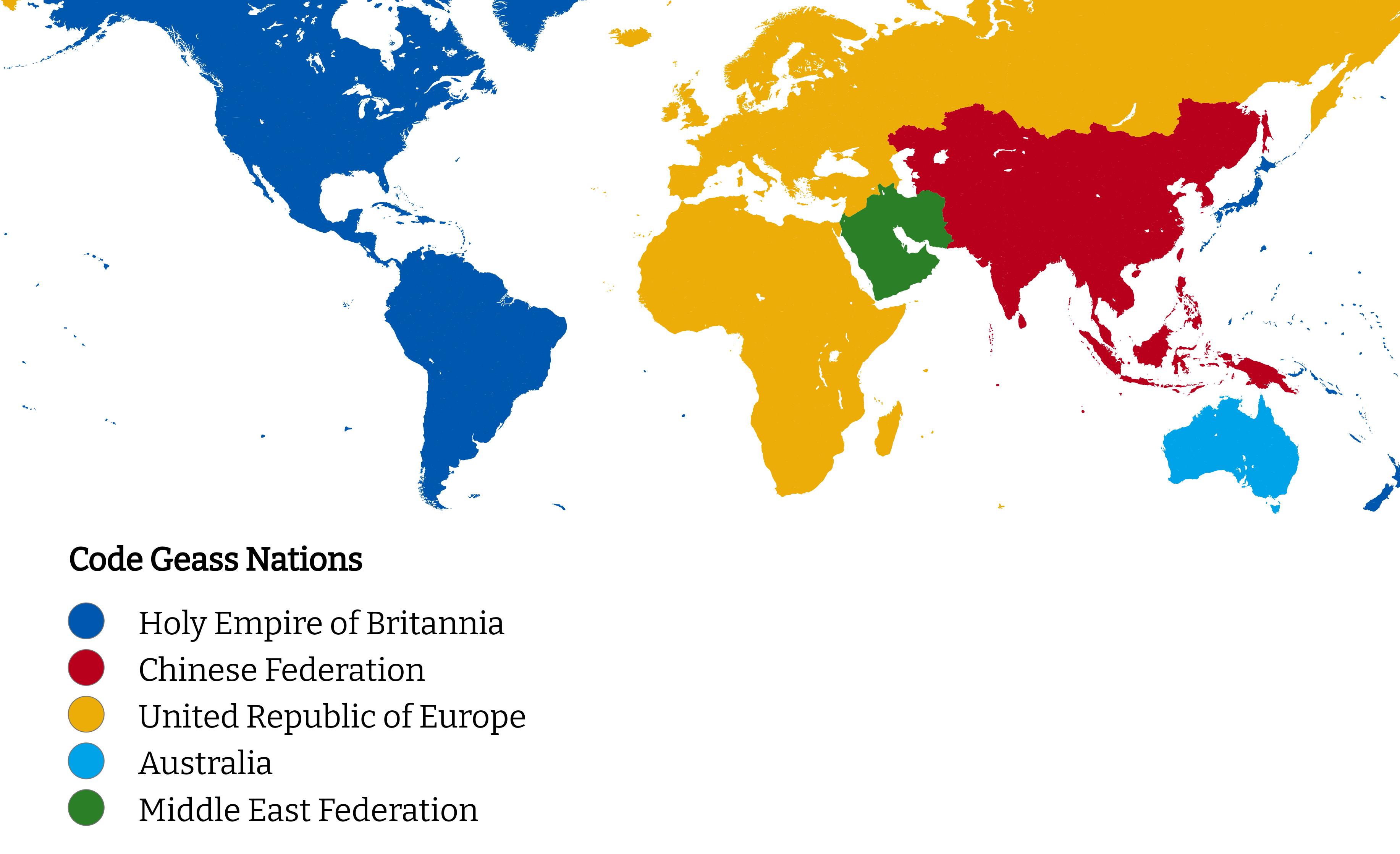
Mapa de países que conforman el universo de Code Geass (R1)

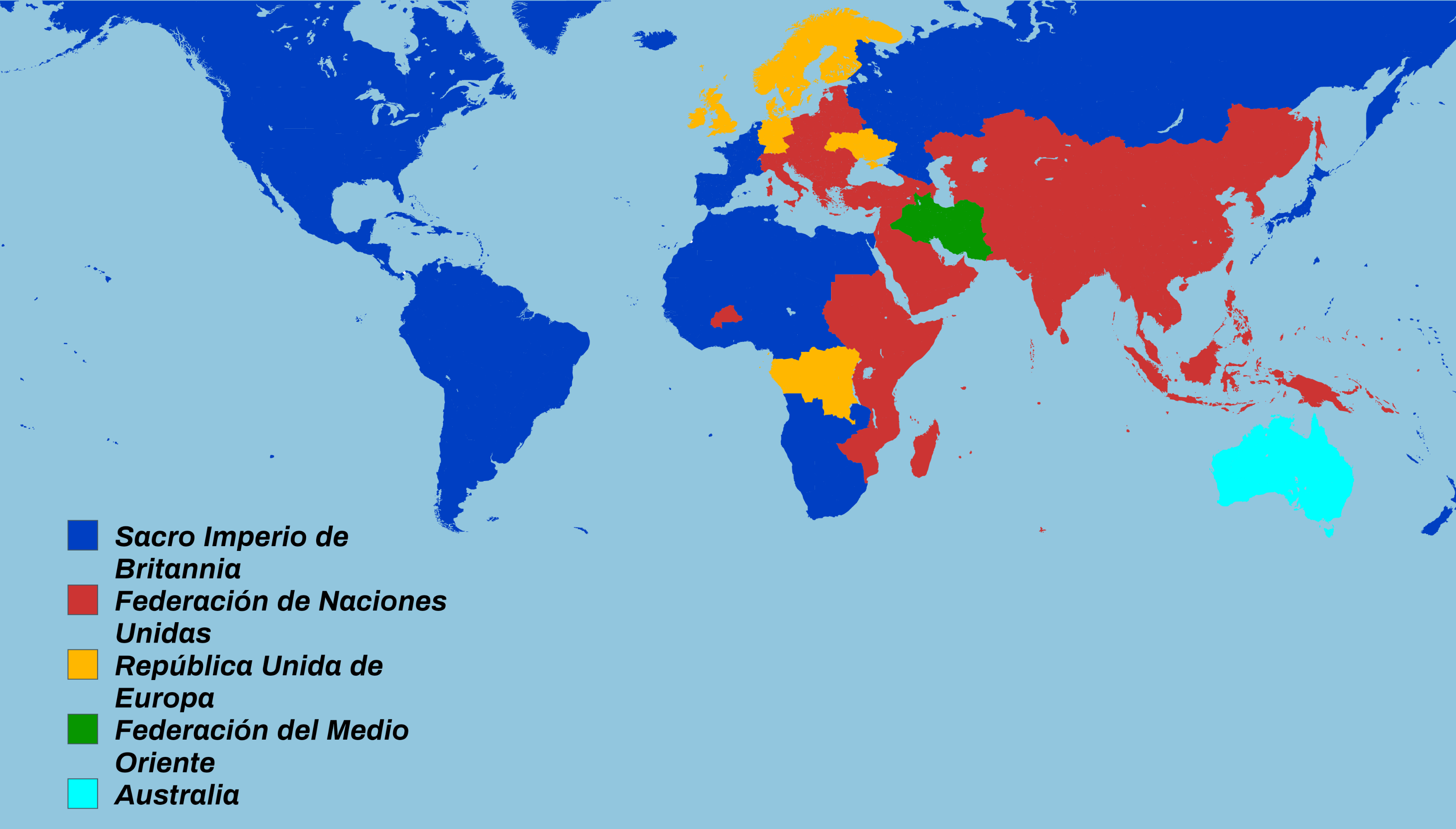
Code geass R2

En el mundo de Code Geass se presentan tres cambios históricos fundamentales respecto a nuestro mundo: el primero es que la expedición de Julio César a Britannia acaba en derrota para los romanos, manteniendo así la independencia de las islas británicas y fundando así el Sacro Imperio de Britannia. El segundo cambio es que las colonias británicas en Norte-América nunca se independizaron para formar los Estados Unidos de América, y el tercero, que Napoleón Bonaparte acabó conquistando las islas británicas, provocando que la familia real inglesa se trasladase a sus colonias en América. No está claro el efecto que las invasiones normandas y vikingas de la Edad Media a las islas británicas tuvieron en el universo de Code Geass, sin embargo, por los nombres de varios personajes se entiende que la población de Britannia es principalmente anglosajona. Se pueden encontrar similitudes visuales con el mapa mundial de la novela 1984, de George Orwell.
- Sacro Imperio de Britannia (神聖ブリタニア帝国 Shinsei Buritania Teikoku?)

Capital: Pendragon
Población: 900.000.000 Han. (R2)
Forma de Gobierno: Monarquía Absoluta
Una superpotencia que posee más de la tercera parte del planeta que aún se encuentra en expansión, siendo la última la conquista y colonización del Área 18. En la película "Code Geass: Fukkatsu no Lelouch" (Code Geass: La Resurrección de Lelouch).
Britannia conquista Japón tras el descubrimiento de una gran fuente de energía conocida como Sakuradita.
Su capital, la Ciudad Imperial de Pendragon se encuentra en lo que es el estado de Arizona, en el Área 1; conformada por lo que alguna vez fueron los países de Canadá, Estados Unidos y México. Ocupa toda América, parte de África, Asia, Oceanía y Japón.
- Área 1

Ocupa el territorio de Estados Unidos, Canadá y México.
- Área 2

Ocupa el territorio de Brasil.
- Área 3

Área que comprende los territorios de Colombia, Ecuador, Perú y Bolivia.
- Área 4

Área que comprende los territorios de Venezuela, Guyana, Guayana Francesa y Surinam.
- Área 5

Área que comprende los territorios de Australia y Nueva Zelanda.
- Área 6

Área que comprende los territorios de Sudán, Eritrea, Yibuti, Uganda, Kenia y Malaui.
- Área 7

Área que comprende América Central y las Antillas.
- Área 8

Área que comprende los territorios de Chile, Argentina, Paraguay, y Uruguay.
- Área 9

Ocupa el territorio de Sudáfrica.
- Área 10

Área que comprende los territorios de Malasia, Indonesia, Brunéi, Filipinas, Timor Oriental y Nueva Guinea Occidental.
- Área 11

Área que comprende el territorio de Japón. Esta área posee un material muy preciado, conocida como Sakuradita. Cuando el primer ministro Genbu Kururugi ejercía el poder, fueron sorprendidos por el ataque del Imperio de Britannia, siendo rápidamente vencidos, por unas nuevas armas llamadas Knightmare Frame. Tras esta derrota, Japón pasó a llamarse Área 11.
- Área 12

Área que comprende los territorios de Namibia, Botsuana, Zimbabue y Zambia.
- Área 13

Área que comprende los territorios de Líbano, Jordania, Siria e Irak.
- Área 14

Ocupa el territorio de Egipto.
- Área 15

Área que comprende los territorios de Papúa Nueva Guinea, Palaos, Micronesia, Nauru, Islas Salomón, Fiyi, Vanuatu, Kiribati, Nueva Caledonia, Samoa y Samoa Americana.
- Área 16

Área que comprende los territorios de Nigeria y Ghana.
- Área 17

Área que comprende los territorios de Guinea-Bisáu, Sierra Leona y Liberia.
- Área 18

País desértico, hasta ahora la última colonia creada por el Imperio de Britannia. Comprende los territorios de Yemen, Omán y Emiratos Árabes Unidos.
- República de la Unida de Europia
  - Capital: París

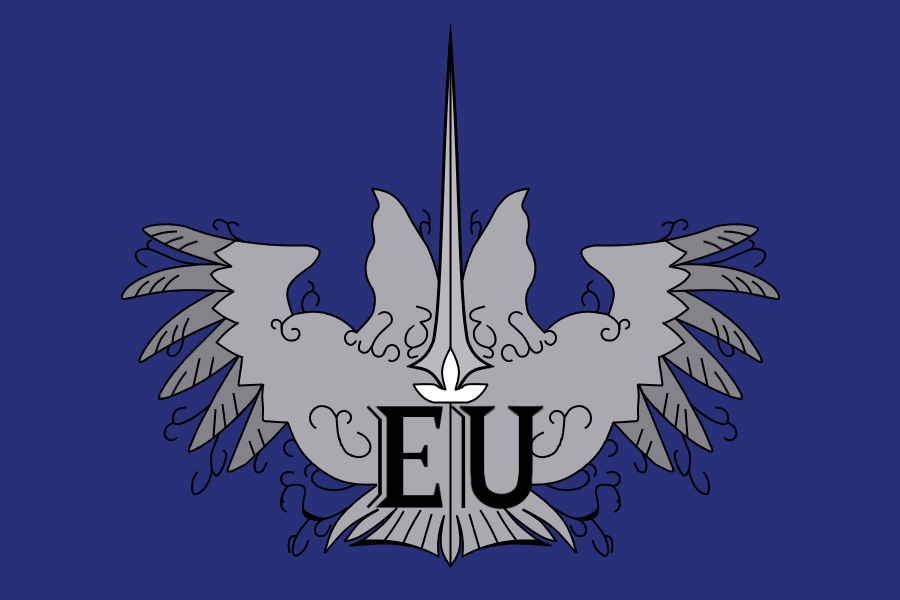

  - Forma de gobierno: República Parlamentaria
  - Población: 800.000.000

Una comunidad de países en contra del Imperio de Britannia. Según un mapa que se ve al inicio de la segunda temporada se sabe que ocupa Europa, Mongolia, Libia y Rusia.
- Federación China

  - Capital: Ciudad Prohibida de Vermillon
  - Forma de gobierno: Monarquía Federal
  - Población: 2.500.000.000

- Federación de la India
  - Capital: Posiblemente la Ciudad de Dheli
  - Población: Por determinar
  - Forma de Gobierno: República Federal

Abarca la integralidad de la India, además extiende su gobierno sobre Afganistán, Bangladés y Pakistán. Sus avanzadas tecnologías e industria lo ponen a la par de la Federación China, de la que es alidada. Rakshata es procedente de allí, y a su vez, es emisaria del gobierno en apoyo a los Caballeros Negros.

## Definiciones
Establecimientos (租界 Sokai?)
Zona habitada por Britannians en territorios conquistados por ellos. Los establecimientos son accionados por paneles solares y los residentes pueden ir sobre la ciudad con facilidad usando los "monocarriles".
Ghetto (ゲットー Gettō?)
Zona devastada por los Britannian y lugar donde viven los civiles subyugados.
Academia Ashford (アッシュフォード学園 Asshufōdo Gakuen?)
Instituto privado de la familia Ashford; donde Lelouch, Nunnally y sus amigos estudian.
Eleven (イレヴン Irevun?)
Gentilicio (o nombre) dado a los japoneses luego de hacerse parte del Imperio de Britannian llamándose Área 11 (Area Eleven en inglés).
Britannian Honorario (名誉ブリタニア人 Meiyo Buritania-jin?)
Ciudadanos de las áreas conquistadas pueden ser Britannians honorarios cuando juran lealtad al Sacro Imperio de Britannia. Logran los mismos derechos legales que Britannians normales, pero solo pueden alcanzar gran status social por méritos destacables por miembros de la nobleza. También, los soldados honorarios de Britannia no pueden ascender a rangos altos como un Britannian nativo, salvo en los casos que presten un servicio con méritos destacables a los miembros de la nobleza.
Facción Pura (純血派 Junketsu-ha?)
Un grupo que se opone al sistema de Britannians Honorarios, alegando que el ejército del Sacro Imperio de Britannia solo puede estar conformado por Britannians.
Sakuradite (サクラダイト Sakuradaito?)
Un recurso importante usado en la fabricación de superconductores, abundante en Japón, que es responsable del 70% de la fuente del mundo. Una de sus minas reside en el monte Fuji. Este material fue la razón primaria de la invasión del Imperio de Britannia. Las reuniones desde entonces anuales se celebran entre Britannian y las potencias del otro mundo para dar a cada uno su parte de Sakuradita extraída del Área 11.
Calendario (a.t.b)
El calendario usado por el imperio de Britannia es el a.t.b. Significa "Ascensión del Trono de Britannia". En la serie se encuentran en el año 2017 a.t.b.
Caballero (騎士 Kishi?)
El título que se da a los pilotos de Knightmare Frames. Los Britannians Honorarios, por principio, no pueden ser caballeros. La única excepción hasta el momento es Suzaku, que fue elegido por la princesa Euphemia. El caballero es otro título del Imperio, que es el más bajo de los títulos erogados por la corte. Desde éste se le tiene permitida la solicitud de audiencia a los miembros de la familia real.

## Contenido de la obra

### Anime
- Dirigido por Gorō Taniguchi y realizado por Sunrise, fue transmitida entre el 5 de octubre de 2006, hasta julio de 2007 (entre abril y finales de julio no se transmitió ningún episodio). Consta de 25 episodios.
- La segunda temporada de la serie fue estrenada el 5 de abril de 2008 en Japón. La cual también consta de 25 capítulos.
- En la revista Gakken's Animedia se confirmó que en 2012 saldría una nueva producción de Code Geass.
- Existe una gran polémica referente al final del anime, debido a una explosión de argumentos explícitos en el último episodio de la segunda temporada, que pone en duda la muerte o no del personaje principal de la obra. Frente a esto el autor dio declaraciones en una entrevista el 12 de diciembre el 2008 diciendo "La muerte del Lelouch vi Britania será decisión de los fans, pero yo opto por el final feliz". Ambas partes de la polémica alegan pruebas concretas, pero su interpretación depende de qué se asuma sobre hechos puntuales.

#### Personal
- Proyecto: Kenji Uchida, Seiji Takeda, Kazumi Kawashiro
- Historia Original: Ichirō Ōkouchi, Gorō Taniguchi
- Composición de la serie: Ichirō Ōkouchi
- Composición de la serie, Asociado: Hiroyuki Yoshino
- Diseño de personajes Originales: CLAMP
- Diseño de personajes: Takahiro Kimura
- Diseño de Knightmares: Akira Yasuda, Eiji Nakata, Jun'ichi Akutsu (Bee-Craft)
- Concepto y diseño de los Mecha: Kenji Teraoka
- Animadores principales: Takahiro Kimura, Yuriko Chiba, Eiji Nakata, Seiichi Nakatani
- Director de Arte: Yoshinori Hishinuma
- Diseño, Colores: Reiko Iwasawa
- Director de Fotografía: Sōta Ōya
- Edición: Seiji Morita
- Director Animación 3D: Tetsuya Watanabe
- Director Animación 2D: Masoto Miyoshi
- Ilustraciones Especiales: Shigeru Morita
- Música: Nakagawa Kōtarō, Hitomi Kuroishi
- Dirección de Sonido: Yasuo Uragami, Motoi Izawa
- Producción de Sonido: AUDIO PLANNING U
- Productor de Sonido: Keiko Uragami
- Estudio de grabación: APU MEGURO STUDIO
- Mezclador de Sonido: Takaaki Uchiyama
- Mezclador de Sonido Auxiliar: Hisanori Ōshiro
- Efectos de Sonido: Masahiro Shōji (Fizz Sound Creation)
- Productores de Música: Yoshimoto Ishikawa (Victor Entertainment), Keiichi Tomura (Sony Music Entertainment), Noboru Mano (Sunrise Music Publishing)
- Productores Asociados: Jun Satoyoshi, Hirofumi Inagaki, Osamu Hosokawa
- Productores: Hitoshi Morotomi, Yoshitaka Kawaguchi, Takao Minegeshi, Atsushi Yukawa
- Director Asociado: Kazuya Murata
- Director: Gorō Taniguchi
- Producción: Mainichi Broadcasting System, Sunrise, Project Geass (Sunrise, Bandai Visual, Bandai, Namco Bandai Games, Hakuhodo DY Media Partners)

#### Edición Especial
- Code Geass - Lelouch Of The Rebellion Special Edition Black Rebellion es un tipo de resumen de la primera temporada. El director es Goro Taniguchi y fue lanzada el 22 de febrero de 2008. Tiene un duración de 120 minutos.
- Code Geass - Lelouch Of The Rebellion R2 Special Edition Zero Requiem es el resumen de los relatos dichos en R2 y por ende, la continuación oficial de la anterior edición especial. Vuelve a estar a cargo de Goro Taniguchi y su duración es aproximadamente de 120 minutos. Fue lanzado el 24 de julio de 2009.

### DVD
- El primero fue lanzado el 26 de enero de 2007. Incluye el primer episodio de la serie, Code Geass: Noticias de Emergencia, varios extras y el primer Code Geass: Picture Drama.

- El segundo DVD, lanzado el 23 de febrero, incluye los episodios 2, 3 y 4. Varios extras y el Picture Drama 3.25.

- El tercero, lanzado el 23 de marzo, incluye los episodios 5, 6 y 7. Varios extras y el Picture Drama 6.75.

- El cuarto DVD, lanzado para el 25 de abril. Incluye los episodios 8, 9 y 10; y el Picture Drama 8.5.

### OVA
- Code Geass: The Miraculous Birthday

コードギアス 反逆のルルーシュ キセキの誕生日 (Kōdo Giasu: Kiseki no Tanjōbi?)
Es un drama basado en un evento en vivo en Tokio, Japón, durante el cumpleaños de Lelouch, el 5 de diciembre de 2009. Este contenía un material extra que anunciaba la producción en serie de la OVA: Code Geass - Akito the Exiled. Fue publicado el 23 de abril de 2010.
- Code Geass: Akito the Exiled

コードギアス 亡国のアキト (Kōdo Giasu: Bōkoku no Akito?)
Es una OVA cinematográfica en serie cuya trama se centra en Europa en conflicto con Britannnia durante su invasión, entre las 2 temporadas de La Rebelión de Lelouch. En esta serie, la historia está dirigida por Kazuki Akane.
- Code Geass: Nunnally in Wonderland

コードギアス 反逆のルルーシュ： ナナリーinワンダーランド (Kōdo Giasu Hangyaku no Rurūshu: Nanarī in wandārando?)
Es un drama basado en el cuento de Las aventuras de Alicia en el país de las maravillas, en el cual Lelouch hace el último esfuerzo de su Geass, para que Nunnally pueda vivir su historia favorita. El material Blu-ray fue lanzado por Bandai Visual el 27 de julio de 2012 con subtítulos en inglés junto con un libro de 40 páginas.

### Manga
Code Geass ha sido adaptada en varios mangas con sus respectivas historias alternas:
Code Geass - La Rebelión de Lelouch
Code Geass - Lelouch of the Rebellion (コードギアス 反逆のルルーシュ Kōdo Giasu Hangyaku no Rurūshu?)
Publicado en la revista Gekkan Asuka. (primera edición: octubre de 2006)
Historia original: Goro Taniguchi/Ichiro Okouchi, artista: Majiko!
Una adaptación de la serie escrita por Majiko! y serializada por la revista Asuka, cuyos volúmenes tankōbon fueron lanzados el 26 de diciembre de 2006 hasta el 26 de marzo de 2010. La historia toma el mismo arco argumental básico de la serie con la principal diferencia de la ausencia de Knightmares entre otros.
Code Geass - El Contraataque de Suzaku
Code Geass - Suzaku of the Counterattack (コード・ギアス 反攻のスザク Kōdo Giasu Hankō no Suzaku?)
Publicado en la revista Beans Ace. (primera edición: Beans A Vol.6)
Historia original: Sunrise, en coordinación con: Ayaka Hasumi (ArcLight), artista: Atsuro Yomino
Code Geass - La Pesadilla de Nunnally
Code Geass - Nightmare of Nunnally (コード・ギアス ナイトメア・オブ・ナナリー Kōdo Giasu Naitomea Obu Nanarī?)
Publicado en la revista Comp Ace. (primera edición: Comp Ace VOL10)
Historia original: Goro Taniguchi/Ichiro Okouchi, artista: Tomomasa Takuma.
Nuestros Días
Our Days (僕らの日々 Bokura no Hibi?)
Edición: Revista Newtype
Una serie de historias cortas sobre Lelouch y sus amigos, en la Academia de Ashford.
Code Geass - Shikkoku no Renya
Code Geass - Shikkoku no Renya (漆黒ではないRenya Kōdo Giasu Renya shikkoku de wa nai?)
Historia original: Goro Taniguchi, artista: Tomomasa Takuma.
Code Geass - Oz The Reflection
Code Geass - Sōbō no Ozu  (コードギアス 双貌のオズ Kōdo Giasu: Sōbō no Ozu?)
Publicado en la revista Newtype Ace.
Historia original: Shigeru Morita, artista: Takahiro Kimura (Diseño de personajes), Eiji Nakata (Diseño de Knightmares), Kenji Teraoka (Diseño Mecánico).
Es un spin-off multimedia presentando a 2 diferentes protagonistas: el proyecto incluye una serie de mangas publicada en la revista Newtype Ace. La trama toma lugar en el arco argumental intermedio entre las series televisivas de Code Geass: Lelouch Of The Rebellion y R2. El manga introduce a Oldrin Zevon, una piloto de Knightmares quien forma parte de la unidad antiterrorista de Britannia, Los Caballeros de Glinda (Glinda Knights).

### Otros
Code GeassEl Diario de la Rebelión
Code Geass - The Rebellion Diary (コードギアス はんぎゃく日記 Kōdo Giasu Hangyaku Nikki?)
Su estreno fue el 6 de octubre de 2006 en la radio BEAT☆Net, una radio por internet que transmite semanalmente estos pequeños cortos. Los conductores son Sayaka Ohara (seiyū de Milly Ashford) y Satomi Arai (el seiyū de Sayoko Shinazaki).
Code GeassMucho sobre la Rebelión
Code Geass - Lots about the Rebellion (コードギアス 反逆の山々 Kōdo Giasu Hangyaku no Yamayama?)
Su estreno fue el 12 de diciembre en una radio por Internet. Conducido por Jun Fukuyama (seiyū de Lelouch) y Noriaki Sugiyama (seiyū de Rivalz).
Code GeassNoticias de Emergencia
Code Geass - Emergency Navi News (コードギアス緊急ナビニュース Kōdo Giasu Kinkyū Nabinyūsu?)
Producción: Kyodo TV, Director: Hiroshi Watanabe, Guion: Noboyuki Toyama.
Estrenado el 29 de septiembre de 2006, es un preliminar de 30 minutos, organizada por Teriyuki Tsuchida, en TBS. Viene incluido en los primeros DVD.

## Banda sonora

### Code Geass

#### Openings
- "COLORS"

Interpretado por FLOW
Episodios: 1-12
- "Kaidoku Funou"

Interpretado por Jinn
Episodios: 13-23
- "Hitomi no Tsubasa"

Interpretado por Access
Episodios: 24, 25

#### Endings
- "Yuukyou Seishunka"

Interpretado por Ali Project
Episodios: 1-12
- "Mosaic Kakera"

Interpretado por SunSet Swish
Episodios: 13-25

### Code Geass R2

#### Openings
- "O2"

Interpretado por Orange Range
Episodios: 01-12
- "WORLD END"

Interpretado por: FLOW
Episodios: 13-25

#### Endings
- "Shiawase Neiro" (シアワセネイロ?)

Interpretado por: Orange Range
Episodios: 01-12
- "Waga Routashi Aku no Hana"

Interpretado por: Ali Project
Episodios: 13-25
- "Continued Story"

Interpretado por: Kuroishi Hitomi
Episodios: 25